# Жданова, Наталья Анатольевна
Ната́лья Анато́льевна Жда́нова (укр. Наталія Анатоліївна Жданова, 31 марта 1978, Николаевская область, УССР, СССР) — украинская футболистка, защитник. Известная по выступлениям в составе черниговской «Легенды», киевской «Алины» и женской сборной Украины. После завершения карьеры игрока начала тренерскую деятельность.

## Биография
Наталья Жданова родилась в Николаевской области. С детства увлекалась футболом, гоняя мяч с мальчиками, однако о посещении секции футбола могла лишь мечтать. Занималась прыжками на батуте и велоспортом. В 1989 году прошла отбор в николаевскую СДЮШОР «Торпедо», где её тренером стал Анатолий Онищенко. На тот момент в «Торпедо» было четыре группы девушек, которые занимались футболом — от 1976 до 1979 года. В составе николаевской команды участвовала в финальной части Всесоюзного турнира по футболу в Москве, где завоевала «бронзу» и звание лучшего полузащитника соревнований. За три месяца Наталье пришел вызов в женскую сборную СССР, однако из-за распада Советского Союза сыграть в её составе так и не удалось.
Первой взрослой командой юной футболистки стала херсонская «Таврия», выступавшая в то время в первой лиге чемпионата Украины. Три раза в неделю Наталья, несмотря на сопротивление родителей, ездила на тренировки из Николаева в Херсон. В 1994 году Жданову пригласили в состав киевской «Алины», однако надолго она там не задержалась и уже на второй круг была заявлена за херсонскую «Южанку». Впрочем, в следующем году Наталья вернулась в Киев, где провела в составе «Алины» три мощных сезона, став двукратной обладательницей Кубка Украины и завоевав свое первое «золото» чемпионата. С того же времени её начали привлекать и к играм национальной сборной Украины.
В 1998 году отправилась в Россию, где защищала цвета футбольного клуба «Калужанка». По возвращении на родину играла в составе «Дончанки-ЦПОР», футболисткам которой удался «золотой дубль» в сезоне 1999, и «Киевской Руси». В 2001 году перешла в ряды черниговской «Легенды», которая впоследствии стала главной командой в её карьере, однако с первого захода Жданова сыграла в Чернигове лишь три сезона, получив за это время две золотые награды и два Кубка Украины. В 2004 году украинская футболистка в поисках лучшей доли вновь оказалась в России, однако и в воронежской «Энергии» не задержалась надолго, вернувшись на Украину, где её новым клубом стал харьковский «Арсенал». Впрочем, выступая в Воронеже, Жданова получила неоценимый еврокубковый опыт, дойдя вместе с «Энергией» до четвертьфинала Кубка УЕФА.
В 2006 году во второй раз перешла в ряды черниговской «Легенды», быстро став одним из ключевых игроков коллектива и получив вместе с командой медали чемпионата всех возможных сортов. В составе черниговского клуба провела 164 официальных матча на внутренней арене, участвовала в международных соревнованиях. В 2012 году опытная футболистка объявила о завершении игровой карьеры и переходе к тренерской работе.
С 2013 года возглавляла ДЮСШ «Вознесенск», которая принимала участие в соревнованиях первой лиги. Несмотря на статус тренера, сыграла в составе команды три поединка в чемпионате. В январе 2014 года Жданову назначили помощницей главного тренера «Легенды» Сергея Сапронова.

## Достижения
- Чемпионка Украины (6): 1997, 1999, 2001, 2002, 2009, 2010
- Серебряный призёр чемпионата Украины (7): 1995, 1996, 2003, 2005, 2006, 2008, 2011
- Бронзовый призёр чемпионата Украины (3): 1994, 2000, 2007
- Обладательница Кубка Украины (6): 1995, 1997, 1999, 2001, 2002, 2009
- Финалистка Кубка Украины (9): 1994, 1996, 2003, 2005, 2006, 2007, 2008, 2010, 2011
- Бронзовый призёр чемпионата России (1): 2004